# ژانگ دونگلیان
ژانگ دونگلیان (انگلیسی: Zhang Donglian؛ زادهٔ ۱۱ اکتبر ۱۹۸۲) تیرانداز زن اهل چین است. وی در بازی‌های المپیک تابستانی ۲۰۲۰ حضور داشته‌است.